# Alcibiades
Alcibiades (Grieks: Ἀλκιβιάδης, Alkibiádès) was een omstreden Atheens politicus en veldheer uit de tweede helft van de 5e eeuw v.Chr., die een sleutelrol speelde in de afloop van de Peloponnesische Oorlog.
Alcibiades werd geboren rond 450 v.Chr. te Athene uit een zeer rijke en aanzienlijke familie (zijn moeder was een Alcmaeonide). Na de dood van zijn vader Clinias in de Slag bij Coronea werd de vijfjarige Alcibiades opgenomen en verder opgevoed in het huis van zijn oom Pericles, die zijn voogd werd. Als jongeman was hij zo bijzonder knap van uiterlijk dat hij op iedereen (vrouwen én mannen) een onweerstaanbare aantrekkingskracht uitoefende.
Hij was eerst een volgeling en bijzonder intieme vriend van Socrates - zij redden beiden in veldslagen elkaars leven -, maar Socrates beklaagde zich erover dat hij Alcibiades' ongebonden en lichtzinnige aard onmogelijk kon beteugelen. Alcibiades en zijn vrienden behoorden tot de beruchte jeunesse dorée van Athene, verwende rijkeluiszoontjes die, onder invloed van de sofistenbeweging, met allerlei baldadig gedrag hun misprijzen uitten over alle gevestigde waarden.
Conform zijn aard en zijn eerzuchtige bedoelingen trad hij omstreeks 420 v.Chr., na de Vrede van Nicias in de Peloponnesische Oorlog, op de voorgrond als leider en ideoloog van de radicaaldemocratische stroming en koos de zijde van de Atheense imperialisten. Hij bracht een anti-Spartaanse coalitie tot stand, die niet veel succes kende en trad vervolgens op als strateeg bij de aanvalsoorlog tegen het eiland Melos (Milos).
In 416 v.Chr. werd hij olympisch kampioen wagenrennen. Daarna wist hij de Atheners te bewegen tot hun grootste imperialistische avontuur, de expeditie naar Sicilië (415) om daar de machtige en rijke stad Syracuse te onderwerpen. Tijdens een uitbundige "afscheidsviering" aan de vooravond van het vertrek van deze expeditie deed zich een geval van ergerlijke heiligschennis voor, waaraan Alcibiades en zijn vrienden medeplichtig geacht werden. Hij wilde zich eerst wel verantwoorden voor de rechtbank, maar zijn tegenstanders lieten hem, om meer effect te hebben, liever terugroepen toen hij al met vele medestanders op Sicilië was. Alcibiades vluchtte daarop naar aartsvijand Sparta en gaf daar waardevolle adviezen, die dodelijk waren voor de Atheense militaire macht.
Maar ook in Sparta werkte hij zich in nesten, naar verluidt wegens een slippertje met Timaea, de vrouw van koning Agis II en stelde zich toen in Klein-Azië onder Perzische bescherming. Van daaruit zocht hij weer contact met Athene, eerst met de oligarchische regering van 411 v.Chr. Toen deze echter al snel ten val werd gebracht, probeerde hij het, ditmaal met succes, bij de gerehabiliteerde democraten.
Als Atheens vlootcommandant behaalde hij vervolgens opmerkelijke successen tegen Sparta en hield in 407 v.Chr. een triomfantelijke intocht in Athene. Alles was vergeten en vergeven, tot een militaire blunder van een van zijn naaste medewerkers hem opnieuw in diskrediet bracht. Uit angst voor een nieuwe vervolging vluchtte hij in vrijwillige ballingschap naar zijn familiebezittingen op de Thracische Chersonesus. Na de capitulatie van Athene (404 v.Chr.) werd hij in Phrygië (Klein-Azië) door de Perzische satraap Pharnabazus verraderlijk vermoord, in opdracht van Lysander en de Dertig.
Alcibiades is de (Atheense) geschiedenis ingegaan als het schoolvoorbeeld van de geniale, gefortuneerde en briljante jongeman die, zonder de rem van een geweten, de leer der sofisten in praktijk bracht en alles en allen ondergeschikt maakte aan de bevrediging van zijn eigen tomeloze eerzucht en machtsdrift. Er is veel gespeculeerd over de mogelijke afloop van de Siciliaanse Expeditie, die uiteindelijk voor de Atheners op een smadelijke nederlaag uitdraaide, als hij die had kunnen voltooien en niet steeds gedwarsboomd was door zijn tegenpool Nicias.